# MTV Unplugged +3
MTV Unplugged+3 — второй DVD/video релиз Мэрайи Кэри, записанный во время телевизионного шоу MTV Unplugged 16 марта, 1992.
Более подробная информация содержится в статье об альбоме «MTV Unplugged EP».

## Список композиций
1. «Emotions»
2. «If It's Over»
3. «Someday»
4. «Vision of Love»
5. «Make It Happen»
6. «I’ll Be There»
7. «Can't Let Go»
8. «Emotions» (Video)
9. «Can’t Let Go» (Video)
10. «Make It Happen» (Video)